# Ämilian Zotz
Ämilian „Emil“ Zotz (* 5. April 1908 in Nesselwängle in Tirol; † 23. Juli 1984) war ein österreichischer Stuckateur, der als Künstler insbesondere im Rahmen von Sakralbauten wirkte.

## Wirken
Ämilian Zotz stammte aus einer Linie der traditionellen Tiroler Familie Zotz, die bereits im Bauhandwerk und in der Baukunst tätig war, als 1694 in Bichlbach mit einer Bestätigungsurkunde Kaiser Leopolds I. eine Zunft für alle im Baugewerbe tätigen Handwerker gegründet wurde. Ämilian, der in einer älteren Familientradition stand, arbeitete häufig mit seinem Bruder Lorenz Zotz dem Jüngeren zusammen, der gleichfalls ein Meister der Stuckateurkunst war.
Ämilian Zotz wurde von Auftraggebern wegen einer besonderen Erfindungsgabe geschätzt, die sich in reichen Modifikationen seiner Ornamentmotive zeigte. Aus seinem Atelier gingen eindrucksvolle Beispiele von Altar-Aufbauten und Pilaster-Stuckmarmor hervor.
In den 1960er-Jahren widmete sich Ämilian Zotz mehr als zwei Jahre der Ausgestaltung der Kirche „Mariä Himmelfahrt“ in seinem Geburtsort, was er als besonderes künstlerisches Vermächtnis betrachtete. Er schuf dort einen Volksaltar für die Reliquien der Märtyrer Aurelius und Apollinaris sowie einen Ambo auf Stuckmarmor.